# 泰勒·埃夫里尔
泰勒·康斯坦丁·埃夫里尔（英語：Taylor Constantine Averill，1992年3月5日—）是一名美国职业排球运动员，司职副攻，效力于AZS奥尔什丁排球俱乐部和美国国家队，曾随队获得2018年世界男子排球锦标赛铜牌。

## 外部連結
- 埃夫里尔 （页面存档备份，存于）在TeamUSA.org（英語）的资料
- 埃夫里尔在歐洲排球聯合會的资料
- 埃夫里尔 （页面存档备份，存于）在LegaVolley.it（義大利語）的资料
- 埃夫里尔 （页面存档备份，存于）在PlusLiga.pl（波蘭語）的资料
- 埃夫里尔 （页面存档备份，存于）在Volleybox.net（英語）的资料